# David Turgeon
Pour les articles homonymes, voir Turgeon.
David Turgeon est un dessinateur, bédéiste, critique de bande dessinée, romancier et musicien québécois né à Québec en 1975 et vivant à Montréal.

## Biographie

### Auteur de bande dessinée
Il produit en 2006 son premier album de bande dessinée, La Muse récursive, puis il intègre une maison d'édition de bande dessinée du Québec, Mécanique générale.
Il rédige divers articles sur la bande dessinée, notamment sur Du9 et dans Comix Club.
Il participe à l'émission de radio La vie en BD.
En 2010, il reçoit le prix Bédélys Indépendant conjointement avec Vincent Giard pour Les Pièces détachées, tomes 1 et 2 (Colosse).

### Romancier et essayiste
En 2012, il publie un premier roman intitulé Les bases secrètes,. Son deuxième roman, La revanche de l’écrivaine fantôme Montréal, paru en 2014, est qualifié de «roman ikea sans vis ni écrou».
Son troisième roman, Le continent de plastique, paraît en 2016. Il lui vaut d'être loué pour son style «empreint d’une élégance peu commune dans la littérature québécoise des dernières années».
Son quatrième roman, Simone au travail (2017), est qualifié de «parodie savante et espiègle d’un polar géopolitique d’abord écrit en langue étrangère, qui aurait été portée au français par un traducteur-orfèvre, nourrissant une passion ne pouvant être réprimée pour l’adverbe peu usité et pour la périphrase joueuse».
La même année, il cofonde la revue littéraire Tristesse, dédiée aux micros essais et récits ainsi qu'à la poésie, en compagnie de Marie Saur, Rosalie Lavoie, Catherine Ocelot et Julie Delporte,.
En 2018, il publie l'essai À propos du style de Genette aux éditions Le Quartanier,. La même année, son roman Le continent de plastique fait l'objet d'études approfondies quant à sa participation «aux discours sur la littérature dans les fictions québécoises des années 2000».
L'inexistence, son cinquième roman, paraît en 2021 au Quartanier et explore «un certain type d’intolérance et d’exclusion, de questions liées à l’immigration, des inégalités économiques et des sempiternels déchirements de la gauche».
Le roman d'Isoline, son sixième roman, qui paraît en 2024 au Quartanier, «exploite avec humour et intelligence la mise en abyme pour réfléchir aux procédés en oeuvre dans son écriture et à la réception qu’ils suscitent». Le critique Dominic Tardif affirme dans une critique parue le 25 février 2024 dans le quotidien La Presse que le livre met de l'avant «l’ensorcelante finesse de [la] langue châtiée [de David Turgeon], bien que jamais ampoulée, le choix du mot juste, et parfois rare, contribuant toujours à chatouiller notre intelligence».

### Musicien et informaticien
David Turgeon est également actif dans le domaine de la musique électronique, où il produit et compose de la musique sous des noms divers (entre autres: Camp, Period Three et Siblings),. Il est le fondateur de l'étiquette de musique No Type, qu'il lance sur le web en 1998 afin de diffuser des musiques électroniques et expérimentales.
Par ailleurs, il a créé un langage informatique, le Litk.
En janvier 2023, il lance Quolibet, un réseau social qu'il a programmé lui-même et qui est dédié à la poésie. Ce réseau est connecté au Fédivers.

## Œuvres

### Bandes dessinées
- Histoire absolument impubliable, auto-édition, 1993 (réédité chez Colosse en 2009).
- La Muse récursive
  - Tome 1, Fichtre, 2006
  - Intégrale, La Mauvaise Tête, 2012
- Minerve, Mécanique générale, 2006
- Jardin botanique, Colosse, 2006 (réédité en 2011)
- Printemps lunaire, Mécanique générale, 2007
- La Suite de Minerve, Colosse, 2008
- Salon du livre, Colosse, 2010
- Les Pièces détachées, en collaboration avec Vincent Giard :
  - # 1, Colosse, 2010
  - # 2, Colosse, 2010
  - # 3, Colosse, 2012
  - Intégrale, La Mauvaise Tête, 2013
- Mélanies, Colosse, 2011

### Récit illustré
- Qu’est-ce qui fait la beauté du monde?, Colosse, 2007

### Essais
- Le Ronron de Krazy Kat, dessin Luc Giard, Colosse, 2006
- Jimmy Beaulieu : L'Œil amoureux, entretien et article, Colosse, 2011
- « Les Livres de Luc Giard », dans Luc Giard et ses fantômes, collectif, Colosse, 2012
- À propos du style de Genette, Le Quartanier, coll. « Série QR », 2018

### Romans
- Les Bases secrètes, Montréal, Le Quartanier, coll. « Série QR », 2012
- La Revanche de l'écrivaine fantôme, Montréal, Le Quartanier, coll. « Série QR », 2014
- Le Continent de plastique, Montréal, Le Quartanier, coll. « Série QR », 2016
- Simone au travail, Montréal, Le Quartanier, coll. « Série QR », 2017
- L'Inexistence, Montréal, Le Quartanier, coll. « Série QR », 2021[15]
- Le roman d'Isoline, Montréal, Le Quartanier, coll. « Série QR », 2024

## Prix et distinctions
- 2017: Finaliste au Prix littéraire des collégiens pour Le continent de plastique[24]